# پل بردشاو
پل بردشاو (انگلیسی: Paul Bradshaw؛ زادهٔ ۲۸ آوریل ۱۹۵۶) بازیکن فوتبال اهل بریتانیا است.
از باشگاه‌هایی که در آن بازی کرده‌است می‌توان به باشگاه فوتبال نیوپورت کانتی، باشگاه فوتبال بلکبرن روورز، باشگاه فوتبال پیتربورو یونایتد، باشگاه فوتبال بریستول راورز، باشگاه فوتبال ولورهمپتون واندررز، و باشگاه فوتبال وست برومویچ آلبیون اشاره کرد.
وی همچنین در تیم ملی فوتبال زیر ۲۱ سال انگلستان بازی کرده‌است.